# Eutermina apicirupta
Eutermina apicirupta är en fjärilsart som beskrevs av Robert H. Carcasson 1965. Eutermina apicirupta ingår i släktet Eutermina och familjen nattflyn. Inga underarter finns listade i Catalogue of Life.